# A. R. Kulkarni
Ananta Ramachandra Kulkarni, kurz A.R. Kulkarni (hindi अ. रा. कुलकर्णी; * 19. April 1925 in Daddi, Distrikt Belagavi, Indien; † 24. Mai 2009 in Pune), war ein indischer Historiker mit Schwerpunkt auf der Geschichte der Marathen, eines Volkes im Westen des Landes.

## Leben

### Abstammung, Ausbildung
Kulkarni stammte aus einer Brahmanenfamilie des indischen Dekkan-Hochlandes, sog. Deshastha-Brahmanen („Landes-Brahmanen“, im Unterschied zu den Citpavan- oder Kokanasth-Brahmanen der Konkan-Küste), wo seine Vorfahren das Amt eines erblichen Dorfschreibers, eines kulkarni, innehatten. Während der Vater keine höhere Bildung besaß, bestand in der Familie mütterlicherseits eine lange Bildungstradition. 1942 immatrikulierte sich Kulkarni in der Universität Bombay und trat dann in das Rajaram College in Kolhapur ein. Bedingt durch die Kriegsereignisse arbeitete er zunächst für ein Industrieprojekt, dann als Lehrer an seiner alten Unterrichtsstätte, dem Rajaram College in Kolhapur.
Als es nach der Ermordung Mahatma Gandhis 1948 in Süd-Maharashtra zu Ausschreitungen gegen die Brahmanen kam – „the sometimes forgotten firestorm of violence against Brahmans“ (S. Guha) –, musste Kulkarni ein Jahr lang bei der Wiederherstellung des zerstörten Elternhauses helfen. 1949 bestand er dann die Prüfung als lecturer (Dozent).
Ursprünglich mehr an Wirtschaft interessiert, erlangte Kulkarni nach mehreren schulischen Stationen unter oft sehr einfachen Verhältnissen und nach historischen Vorarbeiten 1964 an der damaligen Marathwada-Universität mit einer Dissertation im Fach Geschichte über das soziale und wirtschaftliche Leben zur Zeit des Marathenherrschers Shivaji (1627–1680) den Doktortitel. Govind Sakharam Sardesai (1865–1959), der Altmeister der Marathengeschichte, hatte Kulkarni in seinem Vorhaben bestärkt.

### Lehr- und Publikationstätigkeit
Als Dozent am Deccan College in Pune tätig, vermittelte ihm der britische Historiker Kenneth Ballhatchet 1965 ein Forschungsstipendium an der renommierten School of Oriental and African Studies (SOAS) in London, das Kulkarni zu einer Arbeit über den britischen Soldaten und Administrator James Grant Duff (1789–1858), den ersten Geschichtsschreiber der Marathen, nutzte. Die Arbeit, 1971 in der indischen Landessprache Marathi erschienen, wurde 2006 ins Englische übersetzt. Kulkarni schwamm seinerzeit mit seiner vorsichtig positiven Wertung gegen den Strom der indischen Historiker, die an dem englischen Administrator und Militär kein gutes Haar ließen, während Kulkarni sich für eine differenziertere Sicht auf diesen großen Entdecker und Kenner der Marathen-Landesgeschichte einsetzte.
Von 1969 bis zu seiner Emeritierung im Jahr 1985 lehrte Kulkarni an der Universität Pune, wo er das Institut für Geschichte begründete. Sein Schwerpunkt lag bei Forschung und Lehre in der Betonung von Quellenkenntnis und -studium, Kenntnis der Schriften (z. B. der Moḍī-Schrift, die er in Faksimile-Editionen zugänglich machte) sowie in der Überzeugung, nur eine nach allen Seiten abwägende, von Ideologien und Konzepten und Moden möglichst freie Interpretation sei den geschichtlichen Gegenständen angemessen.
Kulkarni hinterließ bei seinem Tod seine Frau Vijaya, zwei Töchter und einen Sohn.

### Würdigung
Das mehr als fünfzigjährige Wirken Kulkarnis kann in seiner Bedeutung für die Erforschung und Belebung der Maratha-Geschichte nicht überbetont werden. Durch seine Arbeiten und als Konferenzteilnehmer stand er nicht nur mit den Fachgenossen in Indien selbst, sondern auch mit Historikern in Kanada, den U.S.A., Frankreich, Deutschland und Russland in Kontakt. Seine Arbeiten decken die Sozial- und Wirtschaftsgeschichte des Marathenstaates ebenso ab wie die Verwaltung des Landes, dabei durchaus auch ins Detail der frühneuzeitlichen Administration gehend, z. B. das Balutā-System der Dorfbediensteten.

## Werke (in Auswahl)
Ein Werkverzeichnis findet sich bei Guha (siehe unten); in einigen Bibliographien wird Kulkarni auch als „Kulakarni“ geführt (Library of Congress, WorldCat).
- Maharashtra in the age of Shivaji. XXIII, 308 S. Ill., Kt. Poona : Deshmukh 1969. – Zugl. Maharashtra Marathwada Univ. Diss. 1964. Revidierte Ausgabe 2002
- Marathas and the Marathas Country 3 Bde. Delhi : Books & Books 1996.
  - 1. Medieval Maharashtra
  - 2. Medieval Maratha Country
  - 3. The Marathas
- Jemsa Kaniṃgahêma Grênṭa Ḍapha. 31, 266 S. Puṇe : Vidyāpīṭha Prakāśana 1971; auf Englisch: James Cuninghame Grant Duff. Administrator-Historian of the Marathas. Kolkata : Bagchi 2006
- Maratha Historiography (based on Heras Memorial Lectures). Foreword by Irfan Habib. Delhi : Manohar 2006 – Erweiterte Fassung der HML-Vorlesungen von 1982.